# Мійо-Мару
Мійо-Мару (Meiyo Maru) — транспортне судно, яке під час Другої світової війни взяло участь у операціях японських збройних сил проти атола Мідвей та на Соломонових островах.

## Передвоєнна історія
Мійо-Мару спорудили в 1940 році на корабельні Tama K.K. Zosensho на замовлення компанії Meiji Kaiun (Кобе).
12 вересня 1941-го судно реквізували для потреб Імперського флоту Японії. 20—27 вересня воно пройшло певну конверсію та отримало озброєння з 80-мм гармат та 7,7-мм кулеметів. Тепер судно класифікувалось як допоміжний транспорт і підпорядковувалось Військово-морському району Куре.

## Перші рейси під час війни
У грудні 1941-го — травні 1942-го судно здійснювало рейси між портами Осака, Моджі (острів Кюсю), Чиннампо (в гирлі річки Тедонган, наразі Namp'o-hang у Північній Кореї), Куре, Йокосука, Токуяма (Внутрішнє Японське море, острів Хонсю), Сасебо, Сайгон (наразі Хошимін на півдні В'єтнаму), Дайрен (Далянь у Маньчжурії), Такао та Кірн (зараз відповідно Гаосюн та Цзілун на Тайвані), Токіо.

## Битва за Мідвей
У другій половині весни Мійо-Мару включили до складу сил, що мали провести операцію захоплення атола Мідвей. 19 травня 1942-го судно разом зі ще трьома допоміжними транспортами ВМФ вийшло з Йокосуки на Сайпан (Маріанські острови) у складі конвою, що перевозив 11-й будівельний загін. 24 травня транспорти прибули на Сайпан, а за 28—31 травня перейшли на острів Вейк.
2 червня Мійо-Мару вийшло з Вейку до Мідвею. 4 червня загін, у якому прямувало судно, виявив літаючий човен «Каталіна», проте якихось атак за цим не настало. А 6 червня через катастрофічну поразку авіаносного з'єднання десантну операцію на Мідвей скасували. 8 червня Мійо-Мару повернулось на Уейк, а 9—13 червня перейшло на Трук (східні Каролінські острови) — головну японську базу на південно-східному театрі бойових дій, через яку до лютого 1944-го провадились операції та здійснювалось постачання гарнізонів у низці архіпелагів.
Наприкінці травня на Труку Мійо-Мару отримало з переобладнаного транспорту озброєння «Котоку-Мару» дві строєні 25-мм зенітні установки Тип 96.

## Операції на Соломонових островах
29 червня 1942-го Мійо-Мару разом зі ще шістьома транспортами вийшов з Труку у складі конвою, що мав доправити на острів Гуадалканал (східні Соломонові острови) 11-й та 13-й будівельні загони. 6 липня військових будівельників, завданням яких було зведення аеродрому, успішно висадили біля Лунга-Пойнт, після чого конвой повернувся на Трук.
20 липня 1942-го Мійо-Мару знову покинув Трук у напрямку Гуадалканалу, куди прибув 26 липня. Через три доби він перейшов до острова Санта-Ісабель, а 30 липня вирушив до Рабаулу (головної японської передової бази в архіпелазі Бісмарка), куди прибув 1 серпня.
7 серпня 1942-го американці висадили десант на Гуадалканалі та кількох найближчих малих островах, що започаткувало шестимісячну битву. Того ж дня Мійо-Мару та переобладнаний транспорт озброєння Сойя вийшли до Гуадалканалу з кількома сотнями бійців морської піхоти зі складу 5-го батальйону ВМБ Сасебо, 3-го та 5-го батальйонів ВМБ Куре. Охорону транспортів забезпечували мінний загороджувач Цугару та два малих кораблі.
Приблизно опівдні 8 серпня японський командувач, діставши більше інформації про масштаб десантної операції союзників, відкликав конвой до Рабаулу. Втім, о 20:00 уже на вході в протоку Святого Георгія, що відділяє острови Нова Ірландія та Нова Британія (на останньому з яких і лежить Рабаул), підводний човен S-38 досяг влучання двома торпедами в Мійо-Мару. Через 5 хвилин судно затонуло, забравши з собою 342 військовослужбовці та 31 члена екіпажу.